# 新潟県道300号月岡停車場月岡線
新潟県道300号月岡停車場月岡線（にいがたけんどう300ごう つきおかていしゃじょうつきおかせん）は、新潟県新発田市内を通る一般県道である。

## 概要

### 路線データ
- 起点：月岡停車場（新潟県新発田市本田字雁堀）
- 終点：新潟県新発田市上中山字見城道上甲（国道290号交点）
- 終点（バイパス）：新潟県新発田市上中山（国道290号交点）

## 地理

### 通過する自治体
- 新潟県新発田市

### 接続する道路
- 新発田市道（起点：新発田市本田字雁堀、「月岡駅」前）
- 国道460号（月岡駅前交差点 - 中之通交差点で重複）
- 新潟県道312号豊浦笹岡線（本田交差点）
- 新潟県道300号月岡停車場月岡線（バイパス）（新発田市本田）
- 国道290号（終点：新発田市上中山字見城道上甲）

バイパス（新発田市本田 - 新発田市上中山）
- 新潟県道300号月岡停車場月岡線（現道）（新発田市本田）
- 国道290号（終点：新発田市上中山）

### 周辺
- JR羽越本線 月岡駅
- 新発田市立本田小学校
- 月岡温泉郵便局
- コメリハードアンドグリーン 豊浦店
- 大通川
- 月岡温泉
- 月岡カリオンパーク（緑地公園）

## その他
- 路線名の「月岡」は、終点付近の地名（新潟県新発田市月岡温泉）に由来する。